# Chara braunii
Espèce
Synonymes
- Chara braunii f. braunii (Gmelin) R.D.Wood, 1962[2]
- Chara braunii f. colombiana L.E.Mora-Osejo, 1977[2]
- Chara braunii f. transcaspica J.Vilhelm, 1928[2]
- Chara braunii var. braunii f. sumatrensis J.S.Zaneveld, 1940[2]
- Chara braunii var. braunii J.S.Zaneveld, 1940[2]
- Chara braunii var. soleirolii (A.Braun) A.Beguinot & L.Formiggini, 1907[2]
- Chara braunii var. stalii (Meneghini) A.Beguinot & L.Formiggini, 1907[2]
- Chara coronata f. albocingulata N.Filarszky, 1932[2]
- Chara coronata f. cortiana (Bertoloni ex Amici) H. von Leonhardi, 1863[2]
- Chara coronata f. songarica (Ruprecht) A.Braun, 1882[2]
- Chara coronata f. stalii (Meneghini) A.Braun, 1882[2]
- Chara coronata var. braunii (Gmelin) A.Braun, 1849[2]
- Chara coronata var. kamtschadalis O.J.Hasslow, 1939[2]
- Chara coronata var. soleirolii A.Braun, 1849[2]
- Chara coronata var. stalii (G.Meneghini) A.Braun, 1867[2]
- Chara coronata J.B.Ziz ex G.W.Bischoff, 1828[2]
- Chara cortiana A.Bertoloni ex G.B.Amici, 1827[2]
- Chara flexilis G.B.Amici, 1823[2]
- Chara jahnensis F.Meyen, 1835[2]
- Chara songarica F.J.Ruprecht[2]
- Chara stalii G.Meneghini, 1846[2]
- Charopsis braunii (C.C.Gmelin) Kützing, 1843[2]
- Nitella braunii (C.C.Gmelin) L.Rabenhorst, 1847[2]

Chara braunii ou Chara de Braun est une espèce d’algue d'eau douce de la famille des Characeae.

## Nom vernaculaire
- Chara de Braun, monde francophone[3]
- Shajikumo, Japon[4]
- Braun's stonewort, monde anglophone[2]

## Habitat
L'espèce d'algues vertes Chara braunii peuple les étendues d'eau des continents européen, américain, océanien et asiatique,. Cependant, la Chara de Braun est rare en Allemagne et en France, où elle est notamment présente dans les étangs du plateau des Dombes dans la Bresse. Elle est cultivée dans le monde entier, dans les rizières et les exploitations piscicoles.

## Rôle écosystémique
L'espèce de charophytes Chara braunii forme dans les écosystèmes lacustres des herbiers qui peuvent servir d'abri ou de frayères à diverses espèces de Poissons. Elle est la nourriture de certains Invertébrés aquatiques tels que les Amphipodes. En outre, sa respiration produit de l'oxygène dans le milieu lacustre.

## Génome
Le séquençage du génome de Chara braunii a révélé que l’algue possède des gènes que l'on croyait spécifiques aux plantes terrestres. Elle possède notamment des machines cellulaires importantes pour la formation de parois lors de la division cellulaire. Ces observations montreraient que des processus qui ont permis aux plantes de coloniser la terre ferme il y a environ 500 millions d'années sont apparus préalablement en milieu aquatique,.

## Liste des variétés
Selon World Register of Marine Species (8 août 2017) :
- variété Chara braunii var. brasiliensis R.Bicudo, 1979
- variété Chara braunii var. coromandelina (A.Braun) J.S.Zaneveld, 1940
- variété Chara braunii var. cylindrospora X.Q.Chen & al., 1988
- variété Chara braunii var. kurzii J.S.Zaneveld, 1940
- variété Chara braunii var. novi-mexicana (A.Braun) J.C.van Raam, 2010
- variété Chara braunii var. oahuensis (F.J.F.Meyen) J.S.Zaneveld, 1940
- variété Chara braunii var. perrottetii (A.Braun) J.S. Zaneveld, 1940
- variété Chara braunii var. schweinitzii (A.Braun) Zaneveld, 1940